# Sindromul Triplu X
Sindromul Triplu X (cunoscut ca și trisomia X sau sindromul XXX) reprezintă o formă de variație cromozonală caracterizată prin prezența în plus a unui cromozom X în fiecare celulă a unei femei. O formațiune de tip mozaic intervine doar acolo unde un procent din celulele corpului conțin trei cromozomi X în timp ce restul conțin doi cromozomi X. Extinderea în care un individ este afectat de acea stare va depinde în întregime de proporția de la XXX la XX.  Sindromul Triplu X rezultă prin diviziunea unei celule reproductive a unuia dintre părinți și apare o dată la 1000 de nou-născuți de gen feminin. Spre deosebire de majoritatea afecțiunilor cromozomiale (cum ar fi sindromul Down), nu există nicio diferență care se poate distinge cu ochiul liber între cei cu sindromul Triplu X și restul populației de sex feminin.

## Semne și simptome
Din cauză că marea majoritate a femeilor cu sindromul Triplu X nu sunt niciodată diagnosticate, va fi foarte dificil să se facă generalizări despre efectele acestui sindrom. Probele umane analizate au fost puține ca număr și nu pot fi reprezentative.
Din cauza ionizării, a inactivării și a formării de corpuri Barr în toate celulele feminine, doar un singur cromozom X este activ în orice moment. Astfel, sindromul Triplu X are de cele mai multe ori numai efecte ușoare sau nu are efecte deloc neobișnuite. Simptomele ar putea include statură mare, cap mic (microcefalie), dizabilități de vorbire și învățare a limbii, cum ar fi dislexia, sau tonus muscular slab.  Simptomele variază de la persoană la persoană, unii fiind mai afectați decât alții. Sunt rare cazurile când există anomalii fizice observabile la femeile cu sindromul Triplu X, în afară de a fi mai înaltă decât media.
Femeile cu sindromul Triplu X au un risc crescut în dezvoltarea limbajului întârziat, anomaliile EEG, probleme de coordonare motorie, tulburări ale sistemului auditiv și scolioză. Ele tind să se accelereze până la pubertate. Insuficiența ovariană prematură pare să fie mai răspândită la acest tip de femei, dar majoritatea femeilor cu sindromul Triplu X par a avea fertilitate normală. Pentru ele există șanse mai mari să se confrunte cu probleme psihologice și de personalitate, stimă de sine scăzută, dar aceste probleme răspund bine la tratament. La femeile cu sindromul Triplu X  există riscul de rezultate academice slabe iar unele ar putea avea nevoie de educație specială. Unele dintre ele pot suferi de anxietate și să fie foarte timide iar acest lucru le poate afecta relațiile cu colegii de școală. Par a se simți mai bine după terminarea școlii. Un mediu stabil acasă le ajută la creșterea performanțelor.

## Cauză

Probleme în meioza masculină rezultând o celulă masculină cu doi cromozomi X.

Probleme în meioza feminină, rezultând o celulă feminină cu 3 cromozomi X.

Sindromul Triplu X nu este moștenit, dar de obicei apare în timpul formării celulelor reproductive. O eroare în diviziunea celulelor numită nondisjuncție poate duce la celulele reproductive cu cromozomi suplimentari. De exemplu, o celulă de ovocit sau spermă poate obține o copie suplimentară a cromozomului X ca și rezultat al non-disjuncției. Dacă una dintre aceste celule contribuie la conceperea genetică a copilului, acesta va avea un cromozom X suplimentar în fiecare dintre celule. În unele cazuri, trisomia X are loc în timpul diviziunii celulare în dezvoltarea timpurie a embrionului.
Unele femei cu sindromul Triplu X au un cromozom suplimentar X doar în unele din celule lor. Aceste cazuri sunt numite 46, XX/47 sau mozaicuri XXX.

## Diagnostic
Marea majoritate a femeilor cu sindromul cu Triplu X nu sunt diagnosticate niciodată, numai în cazul în care sunt supuse unor teste din alte motive medicale pe parcursul vieții. Sindromul poate fi diagnosticat printr-un test de sânge care este capabil Să vadă cromozomii persoanei.
Sindromul Triplu X poate fi diagnosticat și prenatal  prin amniocenteză. În Danemarca, între 1970 și 1984, 76% dintre fetușii diagnosticați cu sindromul Triplu X prenatal au fost avortați. Între 1985 și 1987, această cifră a scăzut la 56%. Cu ajutorul unei mai bune informări, numărul avorturilor a scăzut. În Olanda, între 1991 și 2000, 33%  dintre cuplurile care s-au confruntat cu diagnosticul prenatal al sindromului 47,XXX, au ales avortul. O mai bună informare a potențialilor părinți despre sindrom ar putea scădea numărul de avorturi.

## Rata de apariție
Sindromul Triplu X apare la 1 din 1000 de fete. În medie, 5 până la 10 fete  cu sindromul Triplu X se nasc zilnic în America.:

## Istoric
Primul raport publicat despre o femeie cu sindromul 47,XXX a fost publicat de Patricia A. Jacobs et al. la Western General Hospital din Edinburgh, Scoția în 1959. Sindromul a fost găsit la o femeie în vârstă de 35 de ani, având înălțimea de 176 cm și 58,2 kg, o femeie care a avut insuficiență ovariană prematură la vârsta de 19 ani; mama ei avea 41 iar tatăl sau 40 de ani când ea a fost concepută. Jacobs et al. au numit-o pe femeia cu sindromul Triplu X ,,super-femeie”, un termen care a fost criticat imediat, nu a fost acceptat și a fost bazat pe presupunerea că sistemul de determinare a sexului la mamifere a fost același ca și la musculițele drosofile. Patologistul și geneticianul Bernard Lennox, principalul consultant al termenilor medicali de către Oxford English Dictionary le-a sugerat numele de ,,Sindromul XXX”. 